# Frida, naturaleza viva
Frida: naturaleza viva es una película mexicana dirigida por el cineasta mexicano Paul Leduc, protagonizada por la actriz Ofelia Medina. Película de bajo presupuesto y de alta calidad.  Filmada en su mayoría en la casa de Frida Kahlo, la conocida Casa Azul, ahora la Casa-Museo de Frida. Existe una versión posterior intitulada Frida (2002) producida en Hollywood y multitud de obras de teatro.

## Sinopsis
Basada en la vida de la pintora mexicana Frida Kahlo. Narrada de una forma poética y rica en imágenes, muestra pasajes de la vida de esta mujer desde su infancia hasta su muerte, pasando por su relación con su padre Guillermo Kahlo, su marido Diego Rivera, el exiliado ruso León Trotski, el pintor David Alfaro Siqueiros, sus relaciones bisexuales, su intimidad, la relación con su hermana Cristina, entre otros momentos destacados de la pintora latinoamericana más famosa y cotizada del mundo.

## Reparto
- Ofelia Medina - Frida Kahlo
- Juan José Gurrola - Diego Rivera
- Max Kerlow - León Trotski
- Claudio Brook - Guillermo Kahlo
- Salvador Sánchez - David Alfaro Siqueiros

## Premios
- Obtuvo 17 premios en México y en varios países. En México obtuvo el Premio Ariel por mejor película, mejor director, mejor actriz, mejor edición, mejor fotografía, mejor ambientación, mejor co-actuación femenina, mejor co-actuación masculina y mejor argumento original.

- También ganó diversos premios en los Festivales de Cine de Bogotá, de La Habana, de Estambul y los premios ACE.

- Este filme ocupa el lugar 50 dentro de la lista de las 100 mejores películas del cine mexicano, según la opinión de 25 críticos y especialistas del cine en México, publicada por la revista somos en julio de 1994.[1]